# Motylewo (przystanek kolejowy)
Motylewo – nieczynny przystanek osobowy w Pile, w dzielnicy Motylewo, w województwie wielkopolskim, w Polsce. Znajduje się tu 1 peron. Został otwarty w 1913 roku przez KPEV. W 1989 roku został na tej linii zawieszony ruch pasażerski